# Robert I. Levy
Robert I. Levy (New York, 1º giugno 1924 – Asolo, 29 agosto 2003) è stato un antropologo e psichiatra statunitense.
Levy è celebre per il suo libro Tahitians: Mind and Experience in the Society Islands (1973) che gli ha valso la nomina per il National Book Award per la saggistica nel 1974.
Laureato in psichiatria e membro dell'American Psychiatric Association, viene introdotto da Douglas Oliver nel campo dell'antropologia agli inizi degli anni 1960. Dopo aver trascorso ventisei mesi ad Tahiti pubblica le sue ricerche etnografiche su numerose riviste che poi saranno raccolte nel saggio pubblicato dalla University of Chicago Press.
Studiando il caso dei frequenti suicidi tra la popolazione tahitiana, scoprì che nella loro lingua la parola dolore era usata unicamente per il dolore di tipo fisico, mentre per il dolore emotivo non avevano un concetto identificativo: battezzò questa modalità cognitiva ipocognizione.
Nel 1996 entra a far parte dell'American Academy of Arts and Sciences. Muore ad Asolo nel 2003 dopo aver lottato per sette anni contro la malattia di Parkinson.